# Alvito (Itàlia)
Alvito és un comune (municipi) de la província de Frosinone, a la regió italiana del Laci, situat al sud de Roma. A 1 de gener de 2018 tenia 2.646 habitants.

## Història

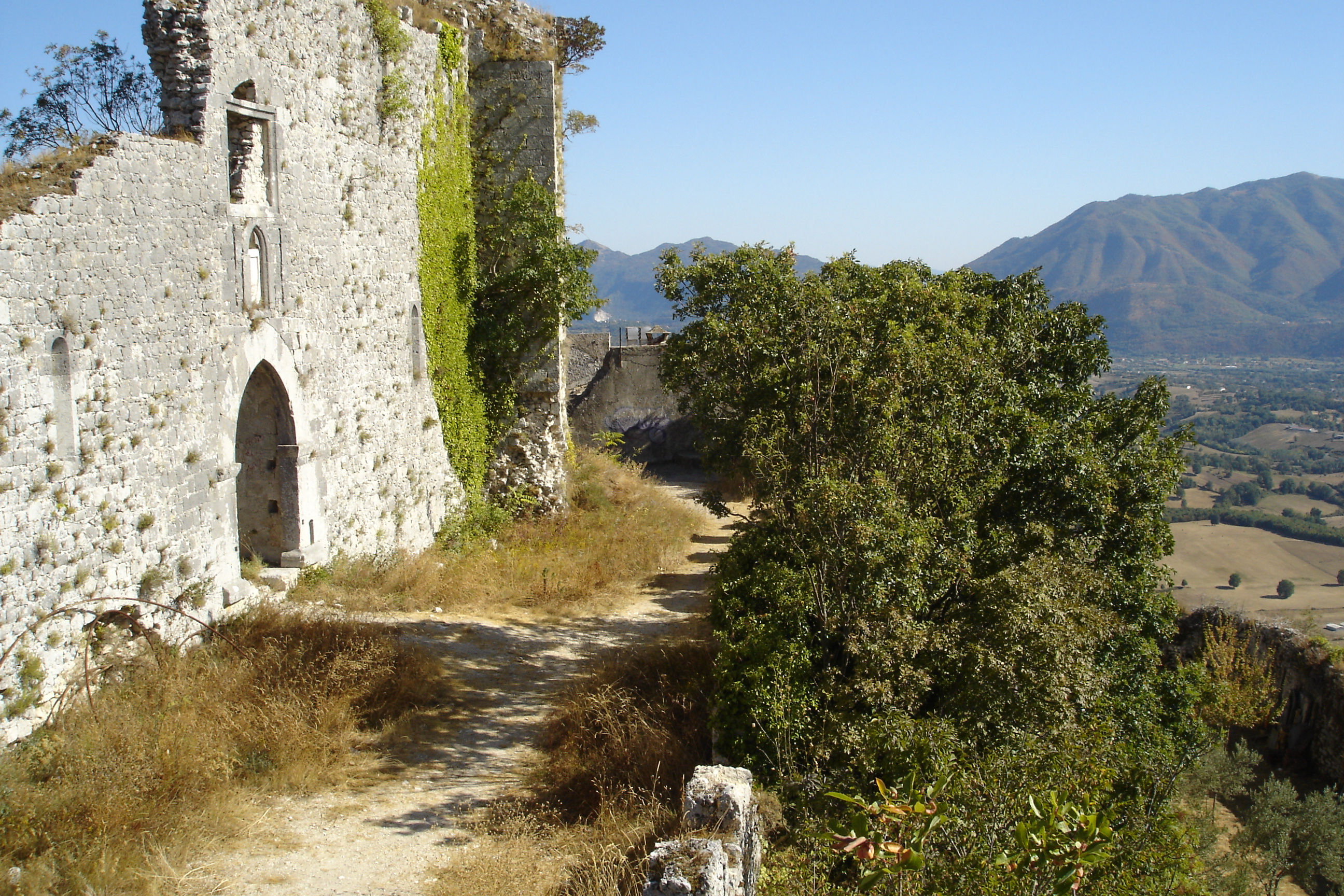
Restes de la fortalesa d'Alvito

Alvito fou anomenat a l'antiguitat Albetum, i fou després possessió dels comtes d'Aquino i de la família Cantelmo.
Alvito va ser la seu d'un ducat, creat el 1454, al límit del Regne de Nàpols (més tard, Regne de les Dues Sicílies). Alvito, juntament amb el ducat de Sora, es va mantenir fidel a la Casa de Valois-Anjou durant la conquesta d'Alfons el Magnànim, sent conquerida pels catalans el 1496.
Més tard va ser una possessió de la família Gallio.

## Llocs d'interès

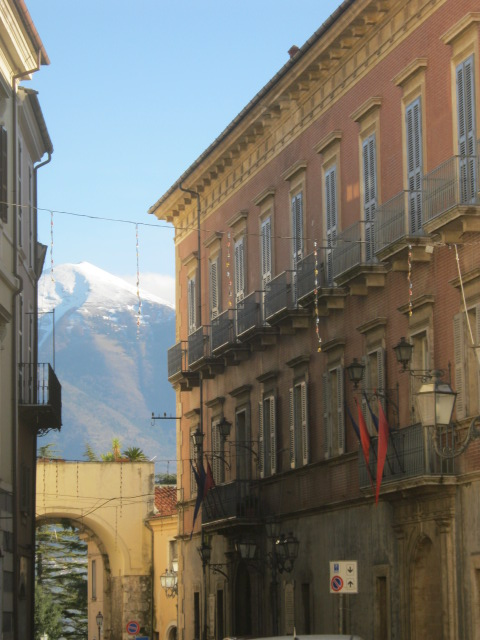
El Palazzo Sipari al carrer principal

El poble s'articula en tres nuclis urbans diferents: il Castello (fortalesa), il Peschio i la Valle, que es troben envoltats de llargues muralles encara ben conservades.
El palau ducal (Palazzo Ducale o Palazzo Gallio), construït en estil renaixentista per Tolomeo Gallio a finals del segle xvi-principis del xvii, està situat a la carretera principal del barri de la Valle, constituint el veritable nucli del poble actual. A la mateixa carretera es troben altres edificis importants del segle xix (Palazzo Sipari, Palazzo Graziani). Una mica endavant, a mà esquerra, un petit petit camí puja fins a l'església de Santa Teresa, d'estil barroc, amb un portal alt.
L'església principal, Parròquia de San Simeone (segle xvi), a prop del Palau Sipari (Palazzo Sipari), té un campanar romànic i un interior del segle xviii. Des de l'església, passant per una porta escultura gòtica gòtica, hi ha una escala que porta a l'antic monestir de Sant Nicolau, destruït pel terratrèmol de 1915 i restaurat el 1934: ha mantingut el cor i els armaris incrustats del segle xviii, ordenats pel papa Climent XIV.

## Ciutats agermanades
- Alvito, Portugal